# 모자산책
《모자산책》은 2022년에 개봉한 대한민국의 영화이다.

## 캐스팅
- 윤예희 : 엄마 역
- 이성종 : 성종 역
- 김혜나 : 여배우 역
- 이상훈 : 상훈 역
- 이주실 : 엄마 역
- 김다현 : 아이디 '엄마' 역
- 정연주 : 아이디 '아들' 역